# Zalanodius
Zalanodius is een geslacht van hooiwagens uit de familie Gonyleptidae.
De wetenschappelijke naam Zalanodius is voor het eerst geldig gepubliceerd door Mello-Leitão in 1936. 

## Soorten
Zalanodius omvat de volgende 2 soorten:
- Zalanodius bicornutus
- Zalanodius hirsutus